# Sub-Radio
Sub-Radio — американський поп-гурт, що базується у Вашингтоні, округ Колумбія. Гітарист Метт Проданович заснував групу 2009 року, ще навчаючись у середній школі в Стерлінгу (Вірджинія), але формально група не видавала музику до 2016 року. Група випустила дебютний альбом «Same Train // Different Station» у березні 2016 року. Вони відкрилися для невеликих басейнів, згодом виступивши на музичному фестивалі Firefly 2017 року.
Після випуску двох наступних EP — Headfirst (2018) та Dog Years (2019) — група зіграла більше 30 концертів під час американського турі влітку 2019 року. Їхній останній EP Thoughts Lights Colors Sounds із синглом «Disco» вийшов у серпні 2020 року. У пісні «Fair Fight» звучить вокал від Макса Беміса з групи «Say Anything» .
Звук Sub-Radio описується як «інфекційний, яскравий поп» та «музика для фестивальних співаків». Їхню музику порівнювали з музикою The Killers, The Aces і Panic At the Disco.

## Дискографія
- Same Train // Different Station (2016)
- Headfirst EP (2018)
- Dog Years EP (2019)
- Thoughts Lights Colors Sounds EP (2020)

## Учасники гурту

### Поточні члени
- Адам Бредлі — провідний вокал (2016– сьогодні)[9]
- Кайл Кохран — гітара, клавішні, бек-вокал (2019 — сьогодні)
- Джон Фенгья — клавішні, гітара, бек-вокал (2016– сьогодні)
- Майкл Перейра — барабани (2016– сьогодні)
- Метт Проданович — гітара, бек-вокал (2016 — сьогодні)
- Баррі Сіфорд — бас (2016– сьогодні)

### Колишні члени
- Майк Чінен — гітара, клавішні, бек-вокал (2016—2018)